# Medium Dependent Interface

Protokollstapel des Ethernets

Die Mediumabhängige Schnittstelle (englisch Medium Dependent Interface, Abk. MDI) ist in der Informationstechnik ein Teil der Sende/Empfangseinheit (Transceiver) eines Netzwerkgerätes. Sie bildet die mechanische Verbindung der physikalischen Schnittstelle (PHY) mit dem Transportmedium (Kabel) und ist eine Teilkomponente von Ethernet in Ergänzung zur anderen (optionalen) Teilkomponente des Media Independent Interface (MII).
Im Allgemeinen wird mit dem Begriff der Anschluss einer Netzwerkkarte für das Netzwerkkabel bezeichnet – also die Netzwerksteckdose. Besonders bei Verteilergeräten (Hubs, Switches) hat sich die Bezeichnung für die einzelnen Anschlüsse (Ports) durchgesetzt.

## Twisted-Pair-Verbindungen
Mit der Einführung von 10BASE-T wurden Netzwerkverbindungen üblich, bei denen jedes Gerät getrennte Leitungsadern zum Senden und zum Empfangen benutzt. Die Netzwerkbuchsen (MDIs) müssen dabei so verbunden werden, dass jeweils die Sendeleitungen des einen Gerätes an den Empfangsleitungen des anderen liegen.
Bei der Verbindung zweier Computer untereinander mit nur einem Kabel ist daher zu beachten, dass übliche ungekreuzte Patchkabel jeweils die Sende- und die Empfangsleitungen beider Computer verbinden und somit eine Kommunikation nicht möglich ist. Deswegen ist es notwendig, ein sogenanntes Crossover-Kabel zu benutzen. Hierbei sind intern diese Leitungen vertauscht (gekreuzt) und die Kommunikation ist ohne Zusatzgeräte möglich.
Ein Crossover-Kabel muss also immer dann verwendet werden, wenn zwei gleichartige Anschlüsse (Computer und Computer oder auch Hub und Switch) miteinander verbunden werden. Im weitaus häufigeren Fall der Verbindung von zwei verschiedenen Anschlüssen (vom Switch zum PC) benötigt man normale ungekreuzte Patch-Kabel.

1:1- und Crossover-Verbindungen
MDI-zu-MDI-X-Verbindung bei 10BASE-T und 100BASE-TX
MDI-zu-MDI-Verbindung per Crossover-Kabel

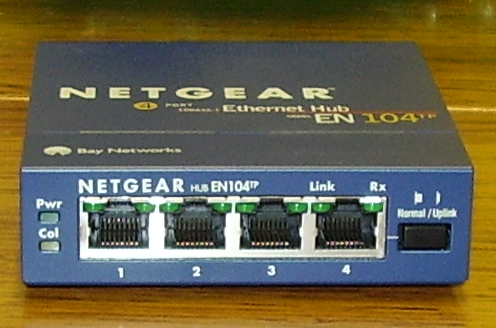
Repeater Hub mit drei MDI-X- und einem umschaltbaren Port (ca. 1998)

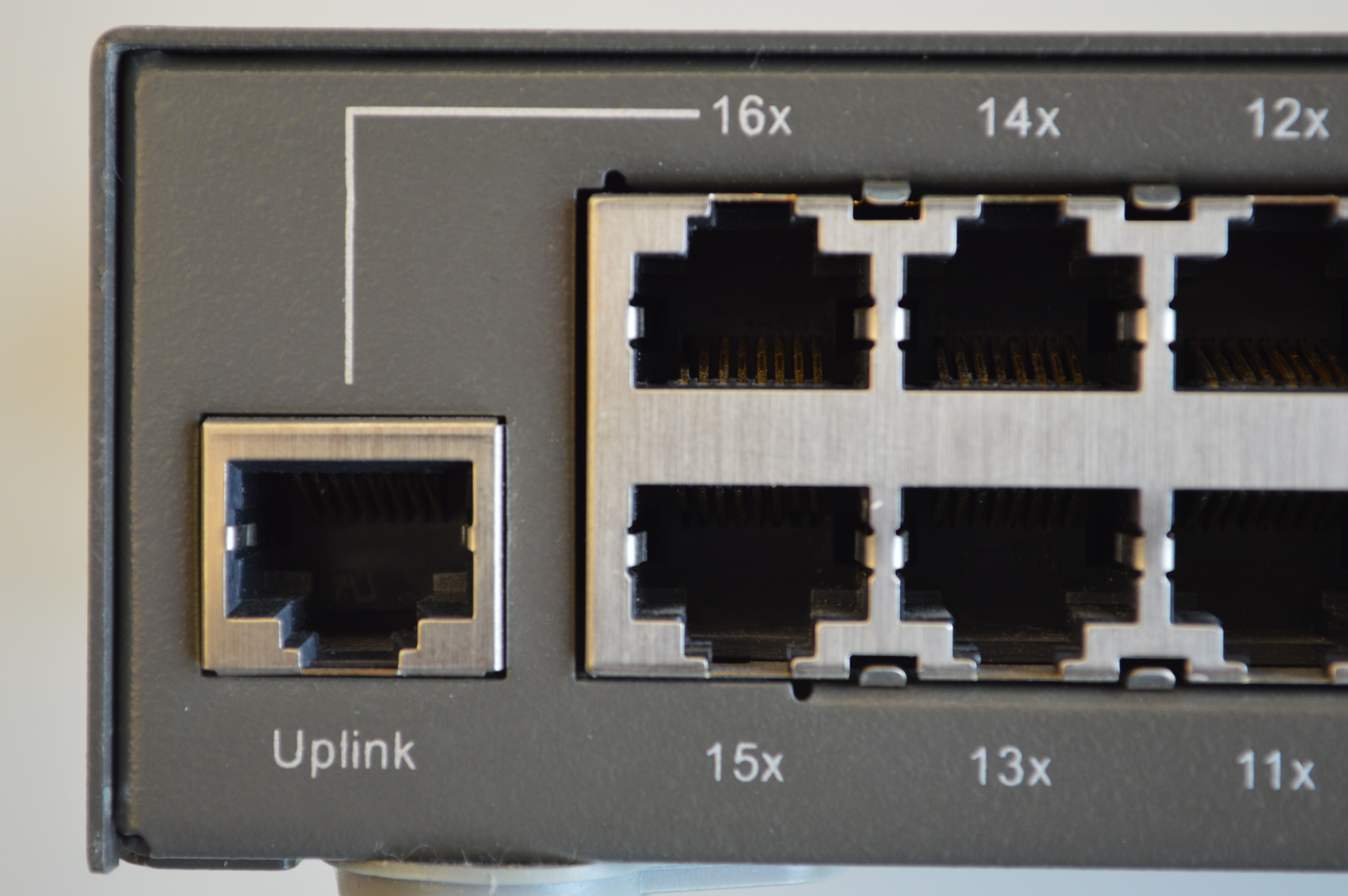
Switch mit Port 16x als MDI-X- und MDI-Ausführung („Uplink“)

### MDI-X
Als MDI-X wird eine Anschlussart mit einer bereits intern im Gerät gekreuzten Buchse bezeichnet. Sie ist bei Verteilergeräten üblich (z. B. Switch, Hub). Ist eine solche Buchse vorhanden, wird für den Anschluss eines MDI-Geräts kein Crossover-Kabel benötigt. Befindet sich sowohl eine MDI- als auch eine MDI-X-Buchse für denselben Port an dem Gerät (gleiche Nummer, entsprechende Markierungen), dürfen niemals beide Buchsen gleichzeitig benutzt werden. Manche Switches oder Hubs haben auch einen Uplink-Port, bei dem die MDI-/MDI-X-Belegung umschaltbar ist.

### Auto MDI-X
Neuere 100-Mbit/s-Switches und -Netzwerkkarten sowie praktisch alle Gigabit-Geräte (1000BASE-T) beherrschen die Fähigkeit, selbstständig die Sende- und Empfangsleitungen des angeschlossenen Geräts zu erkennen und sich darauf einzustellen. Dies bezeichnet man als Auto MDI-X. Hierbei ist die Verwendung des Kabeltyps (gekreuzt oder ungekreuzt) egal.